# Funtori di Sheffer
I funtori di Sheffer sono due connettivi logici molto potenti, poiché ciascuno da solo costituisce una base di connettivi. Essi sono stati ideati da Henry Sheffer.
Essi sono generalmente indicati, soprattutto in informatica con NAND, chiamato anche operatore di Sheffer o negazione alternativa, equivalente alla "negazione di and", e con NOR, "negazione di or".